# Joachim Cornelius
Joachim Cornelius (* 3. September 1934 in Naumburg; † 14. Mai 2012 in Wuppertal) war deutscher Politiker. Er war von 1988 bis 1996 der letzte Oberstadtdirektor Wuppertals.
Cornelius wurde als jüngstes von vier Kindern in Naumburg an der Saale geboren. Sein Vater war Anwalt, seine Mutter Hausfrau. Später wohnte er in Halle, Magdeburg, Frankfurt am Main, Tübingen, wo er Jura studierte, in Köln und bis zu seinem Tod in Wuppertal. 1963 heiratete er Margrit Cornelius, geb. Maul.
1968 wurde er an der Universität zu Köln zum Dr. jur. promoviert.
Am 27. Oktober 1980 wurde er als Nachfolger von Friedrich Platte, welcher am 30. August 1980 das Amt des Oberstadtdirektors von Wuppertal antrat, zum Sozialdezernenten gewählt. Am 1. November 1988 wurde Cornelius als Nachfolger von Bodo Richter zum Oberstadtdirektor Wuppertals gewählt, nachdem ihn die SPD-Fraktion am 28. Juni 1988 für dieses Amt vorgeschlagen hatte. Cornelius blieb bis zum 31. Oktober 1996 Oberstadtdirektor. Da das Amt anschließend mit dem des Oberbürgermeisters vereinigt wurde, war Cornelius der letzte Oberstadtdirektor von Wuppertal.
Cornelius engagierte sich nach insgesamt 38 Arbeitsjahren im öffentlichen Dienst in zahlreichen ehrenamtlichen Funktionen für seine Stadt, so zum Beispiel bei den Freunden der Stadtbibliothek und der Deutschen Stiftung Denkmalschutz. Er verstarb im Mai 2012 an einer schweren Krankheit.